# A trăi pentru a trăi
A trăi pentru a trăi (titlul original: în franceză Vivre pour vivre) este un film dramatic coproducție franco-italiană, realizat în 1967 de regizorul Claude Lelouch, protagoniști fiind actorii Yves Montand, Annie Girardot și Candice Bergen.

## Rezumat
Căsătoria renumitului reporter parizian de televiziune, Robert Colomb, e cu probleme. Robert tinde să se consoleze din cauza indiferenței și a obișnuinței cu partenere atractive de o zi, în timp ce soția sa Catherine suferă din cauza asta, dar insistă să aducă lucrurile pe calea cea bună. Abia atunci când a aflat că Robert a înșelat-o cu modelul american Candice, într-una dintre acele călătorii de mult dorite la Amsterdam pentru a sărbători o aniversare a nunții lor, Catherine a renunțat și a hotărât să înceapă o nouă viață.
Foarte curând Robert și Candice nu mai au nimic să-și spună unul altuia. Candice pleacă din nou în Statele Unite, iar el se duce în Vietnam pentru a face un reportaj important. La capătul puterilor, Robert copleșit de remușcări se întoarce la soția sa. Catherine pune dragostea mai presus de mândrie și îl iartă. Ei nu i se aplică viziunea îndoielnică despre viață a lui Robert, care este exprimată în titlul filmului: a trăi pentru a trăi.

## Distribuție
- Yves Montand – Robert Colomb
- Annie Girardot – Catherine Colomb, soția lui
- Candice Bergen – Candice, un model
- Anouk Ferjac – Jacqueline
- Uta Taeger – Lucie
- Irène Tunc – Mireille
- Louis Lyonnet – șeful mercenarilor
- Jean Collomb – șeful hotelului
- Jacques Portet – un amic al Candicei
- Amidou – fotograful
- Pierre Rosso și șase cascadori
- Léon Zitrone – el însuși
- Maurice Seveno – el însuși
- Anouk Aimée – o spectatoare la boxe (nemenționat)
- Pierre Barouh – un spectator la boxe
- Michel Parbot – Michel Parbot (nemenționat)
- Florence Schoeller – Florence (nemenționat)

## Melodii din film
- Des Ronds dans l'Eau, muzica Raymond Le Sénéchal, textul Pierre Barouh, interpretată de Nicole Croisille și Annie Girardot

## Premii și nominalizări
- 1968 Globul de Aur
  - Cel mai bun film într-o limbă străină
- Premiile Oscar 1968
  - Nominalizat la cel mai bun film străin